# Monument aux morts de Commentry
Le monument aux morts de Commentry est situé dans le département de l'Allier et la région Auvergne. 
Il a été réalisé par le sculpteur Félix-Alexandre Desruelles. Il représente un paysan découvrant dans son champ la tombe d’un soldat. L'homme se recueille, appuyé sur une faux. Il est inscrit sur le monument « La ville de Commentry à ses enfants victimes de la guerre ». Ce monument peut être considéré comme un monument aux morts pacifiste.